# بیگ‌بلاغی (میانه)
بیگ‌بلاغی یکی از روستاهای استان آذربایجان شرقی است که در دهستان اوچ‌تپه شرقی بخش مرکزی شهرستان میانه واقع شده‌است. 

بَیگ بلاغی یا بَی بلاغی؟
مردم این روستا و روستا های اطراف آن، نام این روستا را به زبان تُرکی (بَی بلاغی) می نامند، ولی بر روی تابلو ها و نقشه ها نام این روستا (بَیگ بلاغی) ذِکر شده است،
(بَی) در زبان تُرکی به معنای (مَرد) هستش،
و (بلاغی) یا همان بلاغ به معنای (چِشمه) هستش.
از زمان های قدیم نام این روستا را بر روی کتابها، تابلوها و نقشه ها (بَیگ بلاغی) ذِکر کرده اند.
بَیگ یا بِیگ در زبان تُرکی به معنای (اَرباب) یا همان رئیس هستش.
(بَیگ بلاغی) یعنی (چِشمه اَرباب)؛
یعنی در زمان های خیلی دور و قدیم در آن سرزمین
یک چِشمه بسیار زیبایی بود که یکی از ارباب ها یا همان
بَیگ های آن منطقه برای تامین آب خود 
به آن چِشمه میرفت و از آب آن چِشمه لذت میبرد.
- «نتایج سرشماری ایران در سال ۱۳۸۵». درگاه ملی آمار. بایگانی‌شده از روی نسخه اصلی در ۲۱ آبان ۱۳۹۲.